# Calasiao
Calasiao là một đô thị hạng 2 ở tỉnh Pangasinan, Philippines. Theo điều tra dân số năm 2007, đô thị này có 85.419 dân với 15.020 hộ. 

## Barangay
Calasiao được chia thành 24 barangay.
- Ambonao
- Ambuetel
- Banaoang
- Bued
- Buenlag
- Cabilocaan
- Dinalaoan
- Doyong
- Idoldol
- Gabon
- Lasip
- Longos
- Lumbang
- Macabito
- Malabago
- Mancup
- Nagsaing
- Nalsian Centro
- Nalsian Bacayao
- Poblacion East
- Poblacion West
- Quesban
- San Miguel
- San Vicente
- Songkoy
- Talibaew